# Aquaporina 3
As proteínas transmembranas Aquaporinas3 (AQP3) estão presentes nos túbulos coletores, na epiderme, nos tratos respiratório e digestório. Pertencem à classe das Aquagliceroporinas, que transportam água e glicerol. Diferem das AQP1, que transportam somente água (conforme sua polaridade e tamanho), e não transportam íons hidratados. 